# Bali

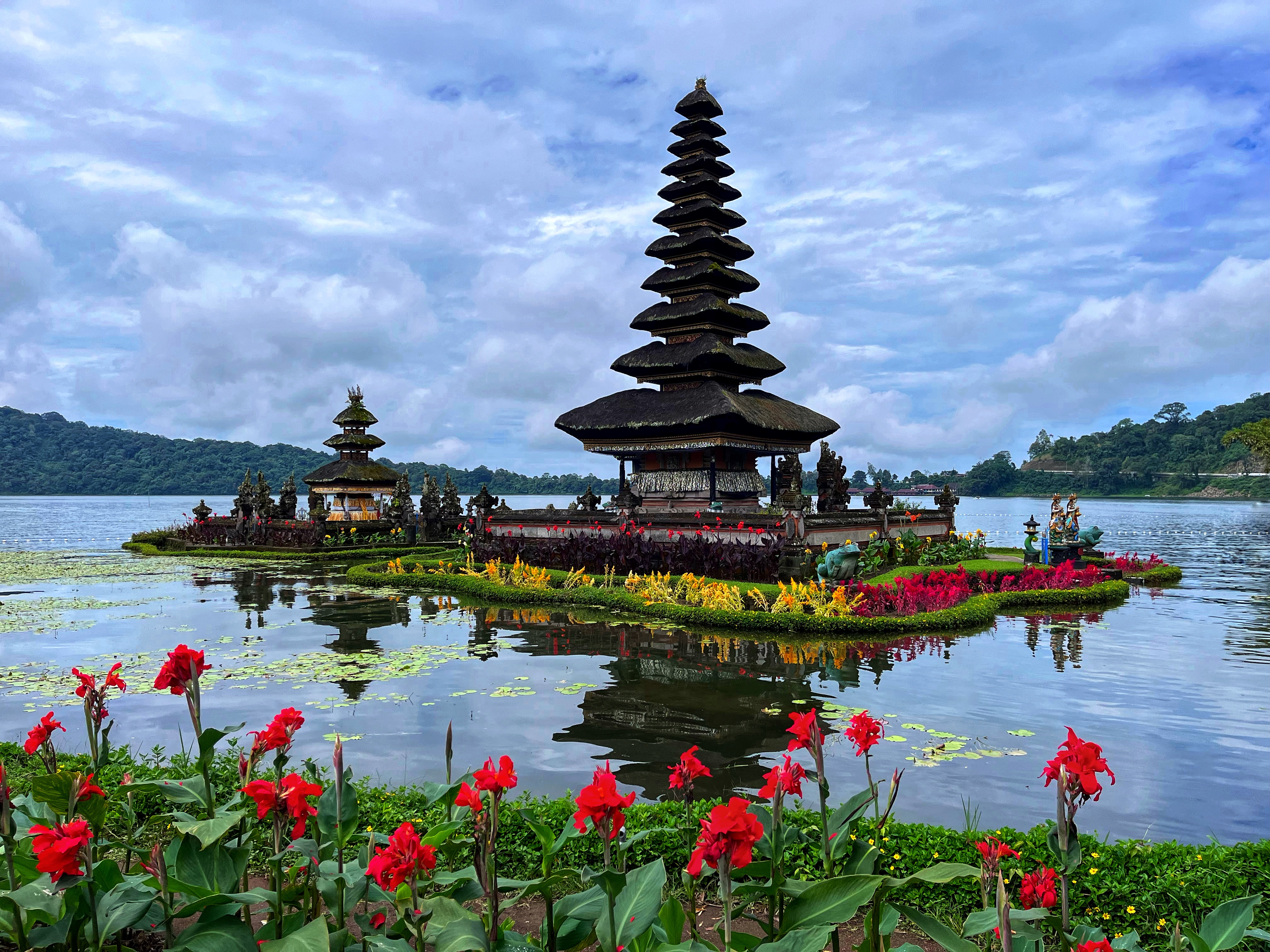
Pura Ulun Danu Bratan

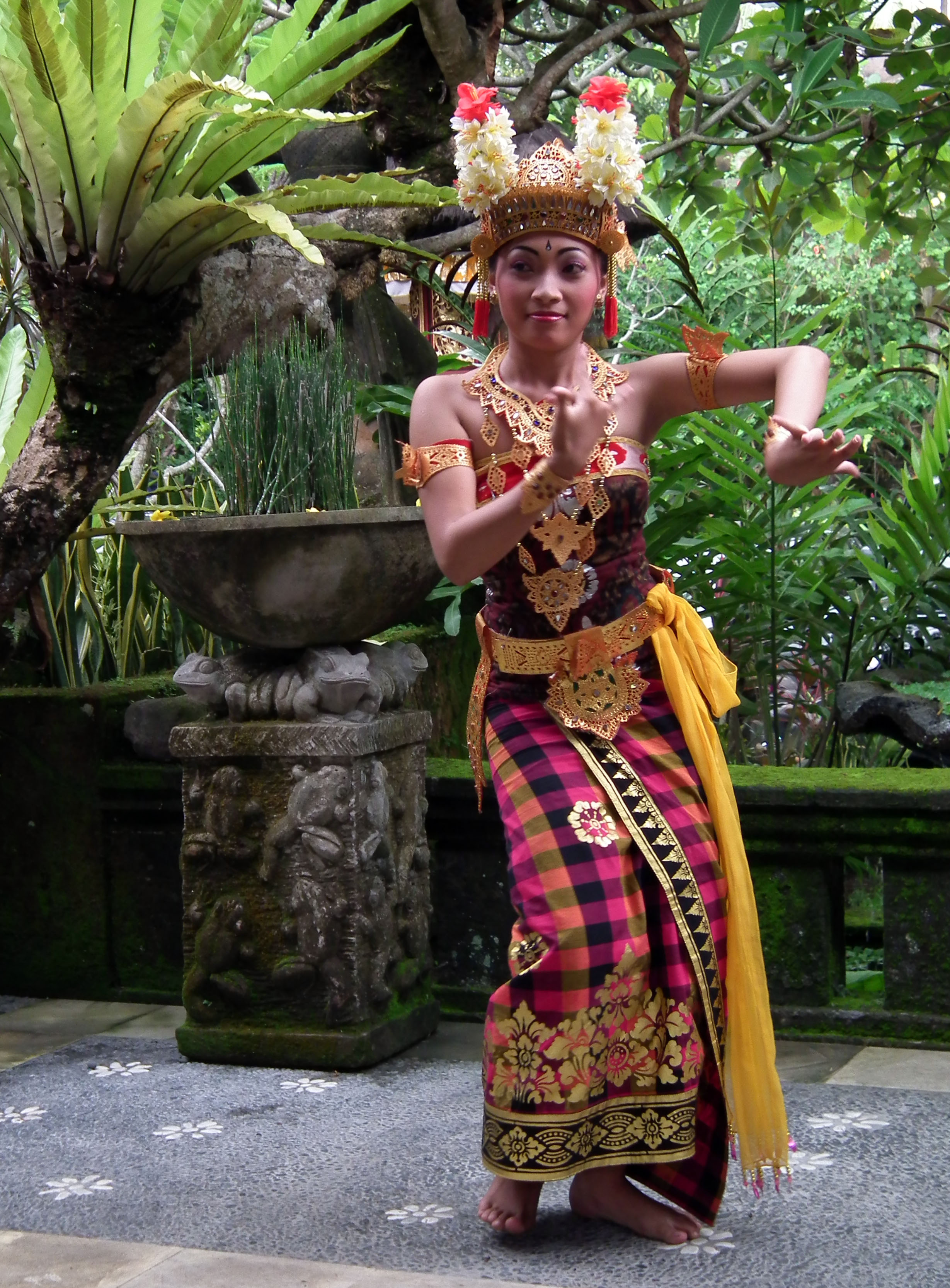
Balinesisk danserska i Ubud 2010

För andra betydelser, se Bali (olika betydelser).
Bali är en 5 780 km² stor ö och en provins med 4,2 miljoner invånare med snabb befolkningsökning (jan 2014) i det sydostasiatiska landet Indonesien. Majoriteten (83,5 %) är hinduer, 13,4 % muslimer, 2,5 % kristna, 0,5 % buddhister, till skillnad från Indonesien som helhet där 87 % är muslimer. Språken är riksspråket indonesiska, engelska och balinesiska, etniskt är 90 % av befolkningen balineser och 7 % javaneser. Bali är en del av Coral Triangle, området med den högsta biologiska mångfalden när det gäller marina arter. Inom enbart detta område finns över 500 revskapande koraller, vilket är sju gånger så många som i hela Karibien.
Bali är ett stort och växande turistmål med besökare främst från Australien, men även från Singapore, Kina, Japan, Sydkorea och när det gäller européer främst från den forna kolonialmakten Nederländerna. Provinsen omfattar ön Bali och några mindre angränsande öar, särskilt Nusa Penida. Bali är den västligaste ön av Små Sundaöarna, mellan Java i väster och Lombok i öster. Dess huvudstad Denpasar ligger på den södra delen av ön och turistmålet Sanu med sina stränder i väst tillhör kommunen/staden Denpasar. Kommunen Denpasar hade 2012 uppskattningsvis 834 900 invånare. Småstäder och tätorter i kabupaten eller regentskapen Badung respektive Gianyar har vuxit samman med Denpasar till Större Denpasar (Denpasar Metropolitan Area) med 1,8 miljoner invånare. I Större Denpasar finns turistregioner som surf- och backpackerorten Kuta, Legian, Seminyak, Jimbaran och Nusa Dua i Badung, samt det kulturella Ubud i Gianyar. Kutas långa sandstrand ligger nära Bali Ngurah Rai Airport. Ett bombdåd utfört av militanta islamister år 2002 riktat mot en klubb på Legian Street dödade 202 människor, mestadels australiensare och indonesier, men även sex svenskar. Denna attack, och ytterligare en år 2005, medförde en kraftig nedgång av turismen med arbetslöshet och nedläggningar som följd, men turismtillströmningen återgick efter några år till det normala.

## Provinsen
Provinsen består av ön Bali, den mindre ön Nusa Penida samt några småöar. Den är indelad i åtta distrikt och en stad.
| Distrikt    | Huvudort   | Areal (km²) | Invånarantal (2010) | Inv/km² | Urbanisering % (2005) |
| ----------- | ---------- | ----------- | ------------------- | ------- | --------------------- |
| Badung      | Badung     | 419         | 543 681             | 1 298   | 59,69                 |
| Bangli      | Bangli     | 521         | 215 404             | 413     | 22,92                 |
| Buleleng    | Singaraja  | 1 366       | 624 079             | 457     | 39,39                 |
| Gianyar     | Gianyar    | 368         | 470 380             | 1 278   | 58,65                 |
| Jembrana    | Negara     | 842         | 261 618             | 311     | 44,43                 |
| Karang Asem | Karangasem | 840         | 396 892             | 472     | 15,38                 |
| Klungkung   | Klungkung  | 315         | 170 559             | 541     | 45,94                 |
| Tabanan     | Tabanan    | 839         | 420 370             | 501     | 33,25                 |
| Stad        |            |             |                     |         |                       |
| Denpasar    | Denpasar   | 124         | 788 445             | 6 358   | 100,00                |
| Totalt      |            |             |                     |         |                       |
| Bali        | Denpasar   | 5 637¹      | 3 891 428           | 690     | 50,70                 |

¹Redovisningen från senaste folkräkningen (2010) visade en totalyta på 5 637 km², medan sammanräkningen av de olika distrikten i tabellen blir 5 633 km².

## Geografi
Bali ligger 3,2 kilometer från Java och åtta breddgrader från ekvatorn. Ön är som mest 153 kilometer lång och 112 kilometer bred. Den högsta punkten är Gunung Agung, 3 031 meter över havet. Berget är en aktiv vulkan, som fick ett mycket kraftigt utbrott 1963 och åter visade aktivitet hösten 2017. Badungsundet skiljer ön Nusa Penida från huvudön.

## Ekonomi
Ekonomin är främst baserad på turism, som är den största näringen på ön. På grund av det är Bali idag en av de rikaste indonesiska provinserna. 2012 besökte tre miljoner utländska turister ön. Dessutom besöktes ön av fem miljoner personer från resten av Indonesien.  Terroristattackerna 2002 och 2005 har gett vissa problem, då attackerna skrämde bort flera potentiella besökare. Turismen är mest utbredd i de södra delarna av ön, även om det kommer turister till de andra delarna också. Där finns staden Kuta, vilken de flesta av turisterna besöker.
Jordbruk och fiske är också viktiga näringar, då en stor del av invånarna är fiskare eller jordbrukare.

## Språk
De största språken är balinesiska och indonesiska.
Inom turistindustrin kan även de flesta engelska.

## Djurliv
Bali har ungefär 280 fågelarter. Ön har även flera hotade arter. Den berömda balinesiska tigern blev utrotad under 1930-talet.
Balis nationalpark fungerar som ett skydd för djurlivet. I parken finns bland annat flera kattdjur och apor.